# Мерошув
Мерошув (пол. Mieroszów, нім. Friedland in Niederschlesien) — місто в південно-західній Польщі, у центральних Судетах.
Належить до Валбжиського повіту Нижньосілезького воєводства.

## Демографія
Демографічна структура станом на 31 березня 2011 року:
|          | Загалом | Допрацездатний вік | Працездатний вік | Постпрацездатний вік |
| -------- | ------- | ------------------ | ---------------- | -------------------- |
| Чоловіки | 2144    | 360                | 1547             | 237                  |
| Жінки    | 2342    | 382                | 1380             | 580                  |
| Разом    | 4486    | 742                | 2927             | 817                  |